# West (Veenendaal)
West is een wijk van Veenendaal, in de Nederlandse provincie Utrecht. De wijk heeft 15.455 inwoners (2017, bron: CBS) en is gebouwd in de periode van 1976 tot 1994. Bestuurlijk gezien is Veenendaal-West opgedeeld in een vijftal buurten, maar aan de wijk wordt doorgaans gerefereerd met de term "West".
De wijk wordt van oost naar west doorsneden door de spoorlijn Utrecht – Rhenen en heeft aan deze lijn een eigen station. Bij dit station is tevens het wijkwinkelcentrum De Ellekoot gevestigd. 
Net als andere gebieden binnen de gemeente is er in het huidige Veenendaal-West veen afgegraven. Nadat het veen op was is het gebied lange tijd gebruikt voor veeteelt. Tot in de jaren ’70 is Veenendaal concentrisch uitgebreid, maar in 1974 werd de beslissing genomen woningbouw te laten plaatsvinden aan westzijde van de rondweg. De realisatie van de nieuwe woonwijk vond plaats in een aantal buurten en fasen:
- Schepenbuurt (4.100 inwoners; 1976 – 1983)
- Vogelbuurt (3.200 inwoners; 1978 – 1988)
- Oudeveen (3.600 inwoners; 1980 – 1983)
- Dichtersbuurt (3.100 inwoners; 1989 – 1994)
- Componistenbuurt (3.000 inwoners; 1990 – 1993)

Ruisseveen, De Haspel en Hondzenelleboog waren de namen van de drie wijken waarin West na realisatie onderverdeeld zou moeten worden. Deze historische namen zijn, net als die van de vijf buurten, nooit officieel in gebruik genomen maar zijn wel te vinden op stadskaarten.
Wijken: Centrum · Noordoost · Zuidoost · Zuidwest · Noordwest · West

Buurten: Koopcentrum · Vijgendam en omgeving · Schrijverswijk · Beatrixstraat en omgeving · Dragonder-Noord · Dragonder-Oost · Dragonder-Zuid · Spitsbergen · Veenendaal-Oost · Engelenburg · Boslaan en omgeving · Petenbos-West · Petenbos-Oost · De Groene Velden · 't Goeie Spoor en omgeving · Franse Gat · Salamander · Molenbrug · 't Hoorntje · De Pol · De Gelderse Blom · Oudeveen en De Schans en omgeving · Componistenbuurt · Vogelbuurt · Schepenbuurt · Dichtersbuurt
Industriegebieden: Het Ambacht · Nijverkamp · De Faktorij en De Vendel · De Compagnie · De Compagnie-Oost · De Batterijen
Buitengebieden: Fort Buurtsteeg · Bezuiden de Dijkstraat · De Blauwe Hel · Bezuiden de Middelbuurtseweg
Utrecht · Plaatsen in de provincie      Nederland · Provincies · Gemeenten